# Trybunał Sprawiedliwości Unii Europejskiej
Trybunał Sprawiedliwości Unii Europejskiej (ang. Court of Justice of the European Union, fr. Cour de justice de l’Union européenne), w skrócie TSUE – instytucja sądownicza Unii Europejskiej i Europejskiej Wspólnoty Energii Atomowej, z siedzibą w Luksemburgu. Stosunkowo często jest niepoprawnie nazywany Europejskim Trybunałem Sprawiedliwości. Ma cechy sądu międzynarodowego, a równocześnie sądu krajowego, jednak w odróżnieniu od typowych sądów międzynarodowych jego orzeczenia mają znaczenie wykraczające poza konkretne postępowania. Państwa członkowskie Unii Europejskiej są zobowiązane do podporządkowywania się orzeczeniom Trybunału Sprawiedliwości UE. Obecnie składa się z dwóch organów sądowniczych: Trybunału Sprawiedliwości i Sądu. Jest najstarszą instytucją główną Wspólnot europejskich.
Językiem urzędowym jest francuski, natomiast orzeczenia publikowane zazwyczaj są w językach: urzędowym i sprawy, której dotyczą (np. dla Polaków w języku polskim).

## Historia
Trybunał został ustanowiony 23 lipca 1952 na mocy Traktatu paryskiego, zawartego w 1951 przez członków Europejskiej Wspólnoty Węgla i Stali. Jednolity akt europejski (1986) wprowadził instytucję Sądu Pierwszej Instancji, a Traktat nicejski (2001) sądy wyspecjalizowane. Traktat z Nicei określił także, że zarówno Trybunał Sprawiedliwości, jak i Sąd, działając w granicach swoich kompetencji, dbają o poszanowanie prawa w stosowaniu i w interpretacji postanowień Traktatu, co dało początek europejskiemu systemowi wymiaru sprawiedliwości. Traktat lizboński (2007) wprowadził jedynie korekty pojęciowe i terminologiczne, nie zmieniając istoty systemu. Trybunał Sprawiedliwości UE jest jedyną instytucją Unii Europejskiej funkcjonującą nieprzerwanie od 1952 roku.

## Status prawny
Trybunał działa na mocy Traktatu o Unii Europejskiej (TUE) i Traktatu o funkcjonowaniu Unii Europejskiej (TFUE). Traktaty te konstytuują także istnienie dwóch jego organów sądowniczych: Trybunału Sprawiedliwości i Sądu. Art. 19 ust. 1 TUE oraz art. 257 TFUE pozwalają na tworzenie w jego ramach sądów wyspecjalizowanych. Sądy takie tworzone są przez Parlament Europejski i Radę Unii Europejskiej stanowiące zgodnie ze zwykłą procedurą prawodawczą. W latach 2005–2016 istniał jeden sąd wyspecjalizowany, Sąd do spraw Służby Publicznej, który orzekał w sprawie sporów między Unią a jej pracownikami. W roku 2015, z uwagi na wzrost liczby sporów oraz nadmierny czas rozpatrywania spraw przez Sąd, prawodawca UE zdecydował o stopniowym zwiększeniu liczby sędziów Sądu do 56 oraz o przekazaniu Sądowi właściwości Sądu do spraw Służby Publicznej. Sąd do spraw Służby Publicznej został rozwiązany z dniem 1 września 2016.

## Struktura
Zgodnie z art. 19 ust. 1 Traktatu Trybunał Sprawiedliwości Unii Europejskiej obejmuje:
- Trybunał Sprawiedliwości (sensu stricto),
- Sąd,
- sądy wyspecjalizowane (zwane także izbami wyspecjalizowanymi).

## Funkcje
Trybunał Sprawiedliwości UE pełni funkcję orzeczniczą i wydawania opinii doradczych, a także funkcje arbitrażowe. Organy Trybunału Sprawiedliwości UE orzekają w sprawach spornych lub niespornych (np. opinie, wykładnia prawa, orzeczenia prejudycjalne). Trybunał nie ma kompetencji prawotwórczych, a jedynie może w orzeczeniach stwierdzać istnienie lub też określać zasady prawa Unii, które już funkcjonują na terenie UE i państw członkowskich jako normy prawne. Priorytetem w postępowaniach TS UE jest stosowanie metody koncyliacyjnej – strony mogą na każdym etapie sporu zawrzeć ugodę, która kończy tok postępowania.
Trybunał Sprawiedliwości UE łączy funkcje:
- sądu najwyższego,
- trybunału konstytucyjnego,
- trybunału stanu,
- sądu międzynarodowego,
- sądu arbitrażowego,
- sądu odwoławczego,
- sądu cywilnego i pracy,
- sądu administracyjnego,
- sądu pierwszej instancji i odwoławczego.

## Skład
W skład Trybunału Sprawiedliwości (sensu stricto) i Sądu wchodzą sędziowie mianowani przez poszczególne państwa członkowskie. W skład Trybunału wchodzi 27 sędziów mianowanych przez każde państwo członkowskie oraz 11 rzeczników generalnych (art. 19 TUE i art. 254 TFUE). Liczbę sędziów Sądu określa Statut TSUE. Art. 48 protokołu nr 3 w sprawie Statutu określa, że od dnia 1 września 2016 w skład Sądu wchodzi 47 sędziów, a od 1 września 2019 po dwóch sędziów z każdego państwa członkowskiego. Od 25 grudnia 2015 do 31 sierpnia 2016 w skład Sądu wchodziło 40 sędziów. Sąd nie ma stałych rzeczników generalnych. Do wykonywania tej funkcji mogą zostać wezwani poszczególni sędziowie.
Polskimi sędziami Trybunału Sprawiedliwości byli dotychczas: Jerzy Makarczyk (2004–2009) i Marek Safjan (2009–nadal). Marek Safjan pełni funkcję prezesa dziewiątej izby. Rzecznikiem generalnym (od 2013) jest Maciej Szpunar.
|    | Okres                                     | Prezes                        | Państwo członkowskie |
| -- | ----------------------------------------- | ----------------------------- | -------------------- |
| 1  | 1952–1958                                 | Massimo Pilotti               | Włochy               |
| 2  | 1958–1964                                 | Andreas Matthias Donner       | Holandia             |
| 3  | 1964–1967                                 | Charles Léon Hammes           | Luksemburg           |
| 4  | 1967–1976                                 | Robert Lecourt                | Francja              |
| 5  | 1976–1980                                 | Hans Kutscher                 | Niemcy               |
| 6  | 1980–1984                                 | Josse Mertens de Wilmars      | Belgia               |
| 7  | 1984–1988                                 | John Mackenzie-Stuart         | Wielka Brytania      |
| 8  | 1988–1994                                 | Ole Due                       | Dania                |
| 9  | 1994–2003                                 | Gil Carlos Rodríguez Iglesias | Hiszpania            |
| 10 | 7 października 2003 – 6 października 2015 | Wasilios Skuris               | Grecja               |
| 11 | 8 października 2015 –                     | Koen Lenaerts                 | Belgia               |

## Kompetencje
Trybunał Sprawiedliwości UE zapewnia jednolitą wykładnię prawa unijnego we wszystkich krajach członkowskich, a także orzeka o jego przestrzeganiu przez poszczególne kraje i instytucje UE:
- kontroluje legalność aktów prawnych Unii Europejskiej,
- czuwa nad poszanowaniem przez państwa członkowskie obowiązków wynikających z traktatów,
- dokonuje obowiązującej wykładni prawa Unii Europejskiej odpowiadając na pytania prejudycjalne zadawane przez sądy krajowe.

Trybunał Sprawiedliwości rozpatruje:
- skargi Komisji lub państwa członkowskiego przeciwko innemu państwu członkowskiemu dopuszczającemu się uchybień w zakresie zobowiązań, jakie ciążą na nim na mocy Traktatów (art. 258–260 TFUE),
- skargi o stwierdzenie nieważności aktów prawnych wydanych przez instytucje Unii (art. 263–266 TFUE),
- skargi na bezczynność (zaniechanie działania) instytucji unijnych (art. 265 TFUE),
- skargi dotyczące odszkodowań za działania instytucji Unii lub pracowników Unii, związane z wykonywaniem ich funkcji (art. 268 TFUE),
- skargi w sporach Unii i funkcjonariuszy (art. 270 TFUE),

oraz
- wydaje tzw. orzeczenia wstępne w odpowiedzi na pytania prejudycjalne zadawane przez sądy powszechne państw członkowskich, które w toku rozpoznawania zawisłych przed nimi spraw powezmą wątpliwości co do ważności i wykładni prawa unijnego,

Trybunał opiniuje również umowy międzynarodowe zawierane przez Unię pod względem ich zgodności z traktatami.

## Postępowanie
Postępowanie przed organami sprawiedliwości UE, zarówno w zakresie opiniodawczym, jak i orzeczniczym, składa się z dwóch faz:
- pisemnej – w trakcie której kompletowana jest niezbędna dokumentacja, strona skarżona ma prawo do repliki, a strona wnosząca prawo do dupliki (czyli odpowiedzi), a wyznaczony sędzia-sprawozdawca przedstawia swoje stanowisko,
- ustnej – obejmującej odczytanie dokumentów, wysłuchanie stron i świadków oraz ustalenie niezbędnych dowodów i powołanie ewentualnych biegłych,

po czym następuje jawna część, w której ogłaszany jest wyrok. Językiem danej sprawy jest najczęściej język strony pozwanej, lecz sędzie przewodniczący danemu składowi może dopuścić procedowanie w innym języku. Roboczym językiem Trybunału jest język francuski.
Zgodnie z art. 279 Traktatu o funkcjonowaniu Unii Europejskiej po złożeniu skargi lub w trakcie postępowania mogą być stosowane środki tymczasowe, jakie należy zastosować w interesie stron lub właściwego przebiegu postępowania. Decyzję podejmuje prezes lub skład orzekający.
Orzeczenia mogą mieć charakter konstytutywny (np. w postaci zasądzenia określonej kary pieniężnej) lub deklaratywny (orzeczenie niewykonywania przez państwo członkowskie obowiązków wynikających z traktatów). Na podstawie art. 256 TFUE orzeczenia konstytutywne mają status tytułu wykonawczego. Wszystkie orzeczenia są publikowane w Dzienniku Urzędowym Unii Europejskiej.
Na podstawie regulaminów postępowania przed jednostkami Trybunału Sprawiedliwości UE publikowany jest (we wszystkich językach urzędowych UE) oficjalny „Zbiór Orzeczeń”. Zbiór jest udostępniony na stronie Curia (w domenie: curia.europa.eu).

## Zakres związania orzecznictwem Trybunału
Orzeczenia Trybunału Sprawiedliwości Unii Europejskiej nie są wiążące dla niego samego w trakcie rozpoznawania spraw podobnych do spraw, jakie już zostały przez niego rozpoznane. Stanowią natomiast precedensy de iure dla sądów krajowych, które – gdy nie chcą się do nich stosować – mogą się zwrócić z pytaniem prejudycjalnym w celu zmiany zawartego w nich stanowiska. Odpowiedź na takie pytanie będzie jednak dla nich wiążąca.

## Akty prawne
- Statut Trybunału Sprawiedliwości Unii Europejskiej wraz z Załącznikiem nr 1 (tekst ujednolicony: Dz.Urz. L 228 z 23.8.2012 r).
- Regulamin postępowania przed Trybunałem Sprawiedliwości (Dz.Urz. L 265 z 29.09.2012 r.)
- Regulamin postępowania przed Sądem z dnia 2 maja 1991 r.
- Decyzja Rady z dnia 2 listopada 2004 r. ustanawiająca Sąd do spraw Służby Publicznej Unii Europejskiej (Dz.Urz. L 333 z 9.11.2004 r.)
- Regulamin postępowania przed Sądem do spraw Służby Publicznej Unii Europejskiej z dnia 25 lipca 2007 r.